# Norra Abborrtjärnen (Järnskogs socken, Värmland, 661762-129886)
Norra Abborrtjärnen är en sjö i Eda kommun i Värmland och ingår i Göta älvs huvudavrinningsområde. Sjön har en area på 0,0589 kvadratkilometer och ligger 242,2 meter över havet.

## Delavrinningsområde
Norra Abborrtjärnen ingår i det delavrinningsområde (661904-129867) som SMHI kallar för Utloppet av Norra Yxesjön. Medelhöjden är 245 meter över havet och ytan är 12,53 kvadratkilometer. Det finns inga avrinningsområden uppströms utan avrinningsområdet är högsta punkten. Glasälven (Sörbohedsälven) som avvattnar avrinningsområdet har biflödesordning 3, vilket innebär att vattnet flödar genom totalt 3 vattendrag innan det når havet efter 295 kilometer. Avrinningsområdet består mestadels av skog (77 procent). Avrinningsområdet har 1,8 kvadratkilometer vattenytor vilket ger det en sjöprocent på 14,4 procent.